# ایسالورینکوس
ایسالورینکوس (نام علمی: ') نام یک سرده از رده خزندگان است.